# Grand Prix automobile de Grande-Bretagne 1954
GP précédent GP suivant
Le Grand Prix de Grande-Bretagne 1954 (VIIth British Grand Prix), disputé sur le circuit de Silverstone le 17 juillet 1954, est la trente-septième épreuve du championnat du monde de Formule 1 courue depuis 1950 et la cinquième manche du championnat 1954.

## Contexte avant le Grand Prix

### Le championnat du monde
Le championnat du monde 1954 se court suivant la nouvelle réglementation de la formule 1 (moteur 2500 cm3 atmosphérique ou 750 cm3 suralimenté, carburant libre), introduite cette même année, après deux saisons de transition en formule 2 (moteur 2000 cm3 atmosphérique ou 500 cm3 suralimenté). Seuls les 500 miles d'Indianapolis, disputés selon l'ancienne formule internationale, échappent à cette règle.
Les premières courses ont été totalement dominées par Juan Manuel Fangio, qui s'est imposé en Argentine, en Belgique et en France. Après avoir effectué le début de saison sur Maserati, le pilote argentin est désormais le fer de lance de l'équipe Mercedes-Benz qui a fait un retour triomphal en compétition à Reims. Dominatrice en 1952 et 1953, la Scuderia Ferrari n'affiche plus la même superbe, la monoplace 1954 s'avérant peu fiable. En outre, l'équipe italienne a perdu son pilote de pointe, Alberto Ascari, champion du monde les deux saisons précédentes, qui a signé chez Lancia, dont la nouvelle monoplace n'est pas encore apparue en course.

### Le circuit
Succédant à Donington, le circuit de Silverstone, créé sur une ancienne base de la Royal Air Force, accueille le Grand Prix de Grande-Bretagne depuis 1948. L'absence de longues lignes droites empêche les vitesses très élevées, le tracé favorisant plutôt les qualités de tenue de route et la souplesse des moteurs. Depuis 1952, c'est le B.R.D.C. qui se charge de l'organisation du Grand Prix. Les installations modernes (stands, tribunes), les nombreux points d'observation et la grande capacité d'accueil (jusqu'à 300000 spectateurs) ont rapidement conquis le public britannique.

## Monoplaces en lice
- Ferrari 625 "Usine"

Après un début de saison décevant, la Ferrari 553 (surnommée Squalo) a été écartée des circuits. La Scuderia lui préfère la 625 (dérivée de la 500 F2), plus fiable et d'une tenue de route plus sure, qui a obtenu des résultats plus probants lors des épreuves précédentes. Initialement équipée d'une évolution du 4 cylindres 2 litres de formule 2 (porté à 2,5 litres  et développant environ 240 chevaux), la 625 bénéficie désormais du moteur super-carré de la 553 (4 cylindres, 250 chevaux à 7500 tr/min). La voiture pèse 630 kg. Blessé à Monza le mois précédent, Giuseppe Farina est toujours indisponible. Les trois voitures officielles sont confiées à José Froilán González, Mike Hawthorn et Maurice Trintignant. Trois Ferrari privées sont également présentes : Louis Rosier pilote une 500 et a engagé une 625 pour Robert Manzon, et Reg Parnell pilote la 500 de la Scuderia Ambrosiana.
- Maserati 250F "Usine"

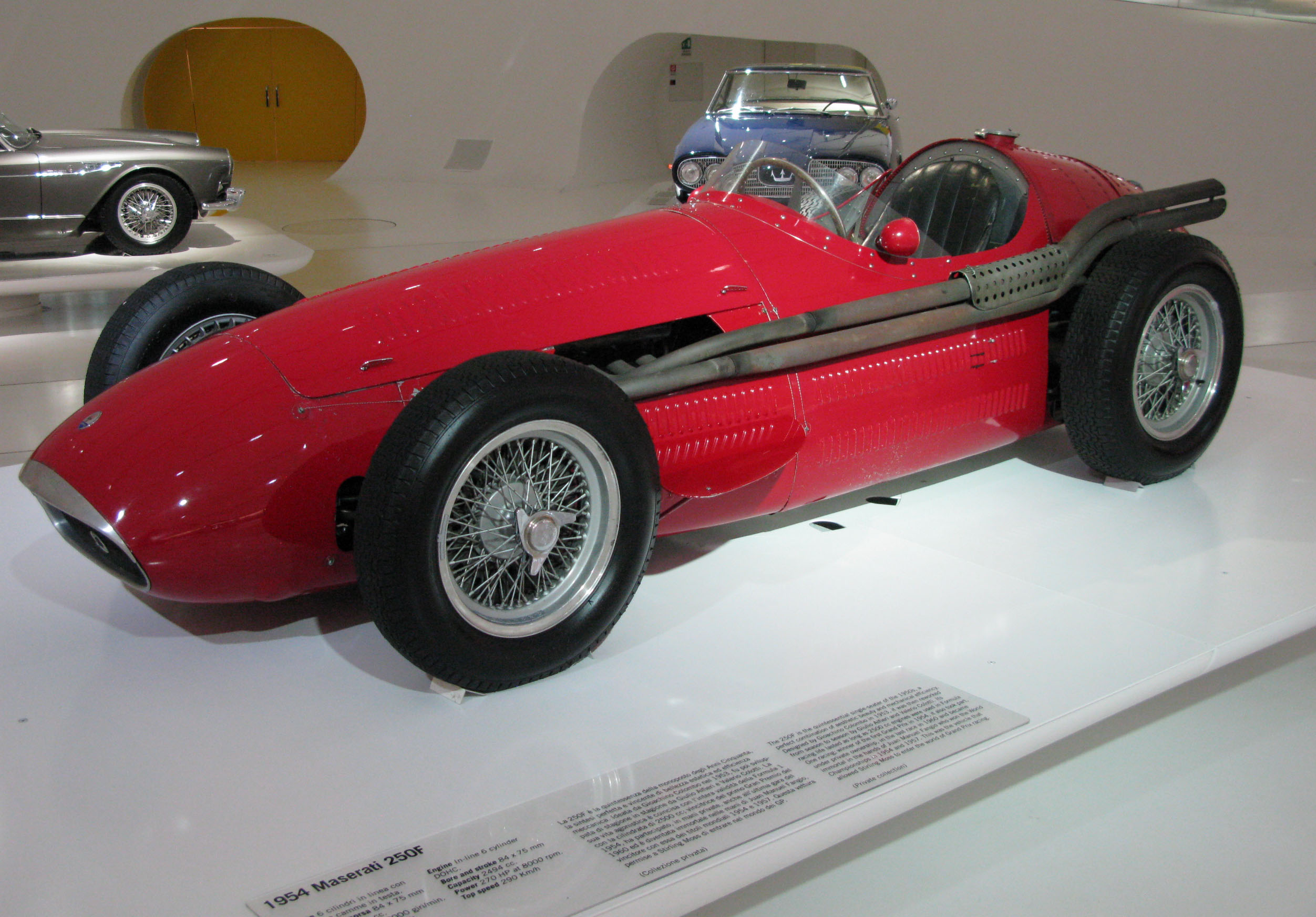
La Maserati 250F, à moteur six cylindres en ligne

Vainqueur des Grands Prix d'Argentine et de Belgique avec Juan Manuel Fangio, la Maserati 250F s'est avérée supérieure aux Ferrari en début de saison. Équipée d'un six cylindres en ligne développant environ 250 chevaux à 7200 tr/min, pour un poids de l'ordre de 630 kg, c'est une monoplace équilibrée et généralement fiable. L'équipe doit toutefois gérer le départ de Fangio, passé chez Mercedes. Promu premier pilote, le jeune Argentin Onofre Marimon, au talent prometteur, n'a pas encore acquis la maîtrise ni la pointe de vitesse de son glorieux compatriote. Comme à Reims deux semaines plus tôt, l'équipe italienne s'est assuré les services d'Alberto Ascari et de Luigi Villoresi, en contrat chez Lancia mais toujours dans l'attente de leurs nouvelles monoplaces. En plus des trois voitures officielles, on compte quatre 250F privées aux mains de Stirling Moss, Roy Salvadori, Ken Wharton et le Prince Bira, ainsi que deux A6GCM Interim pilotées par Harry Schell et Roberto Mieres.
- Mercedes-Benz W196 "Usine"

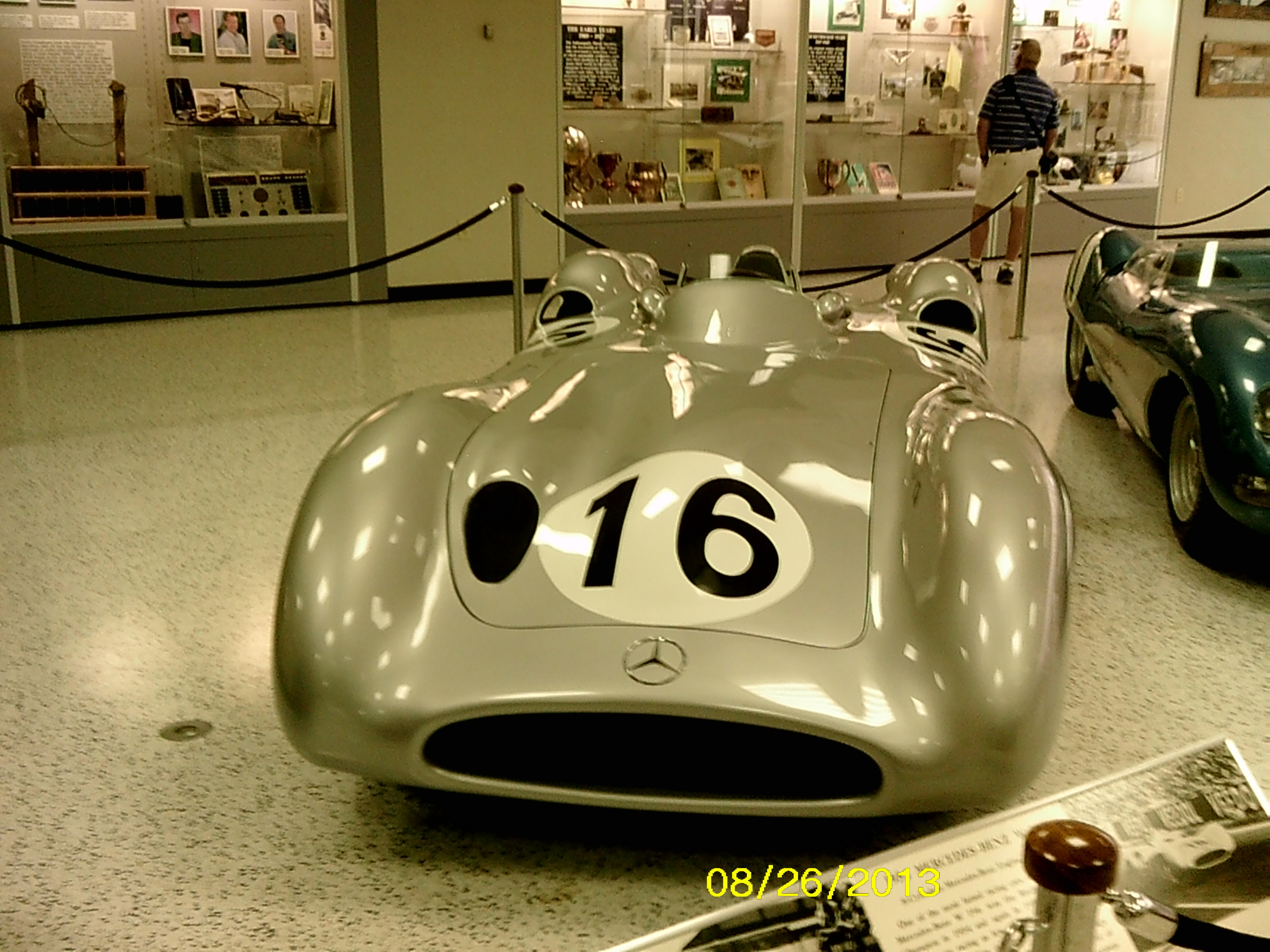
La Mercedes W196 dans sa version carénée

Le constructeur allemand engage deux W196 carénées, identiques à celles qui ont récemment triomphé à Reims, pour Juan Manuel Fangio et Karl Kling (la voiture d'Hans Herrmann, moteur cassé, n'a pas encore été réparée). Ses pilotes  auraient préféré disposer de modèles à carrosserie ouverte, plus légers et plus maniables, sur un circuit comme Silverstone, mais ces versions ne sont pas encore disponibles. Les W196 disposent d'un moteur à huit cylindres en ligne alimenté par injection directe développant près de 260 chevaux à 8250 tr/min, pour un poids de 720 kg (versions carénées). Les tambours de freins sont montés "inboard".
- Gordini T16 "Usine"

Amédée Gordini n'a pas eu les moyens de réaliser une nouvelle voiture pour la saison 1954 et utilise les modèles T16 de l'année précédente, équipés d'un moteur six cylindres dont la cylindrée a été portée à 2,5 litres (environ 230 chevaux à 6500 tr/min). Pilote de pointe de l'équipe, Jean Behra est souvent en mesure de se mettre en valeur au sein du peloton (il a d'ailleurs remporté le Grand Prix de Pau, hors championnat, en début de saison), mais bien souvent le manque de préparation de sa voiture l'empêche de terminer les courses. Pour l'épreuve anglaise, il est épaulé par l'Argentin Clemar Bucci et le Belge André Pilette.
- Vanwall "Usine"

Le constructeur britannique Tony Vandervell a engagé la Vanwall Special, qui avait fait ses débuts ici même en mai lors du Daily Express Trophy aux mains d'Alan Brown, avec un moteur 2 litres. La voiture, maintenant équipée d'un quatre cylindres de 2,3 litres (215 chevaux à 6500 tr/min), pèse 570 kg et  est cette fois confiée à Peter Collins.
- Les autres équipes privées

De nombreux pilotes britanniques se sont engagés à titre privé sur des Connaught ou Cooper ; courant sur des modèles de l'année précédente, ils ne peuvent espérer se mêler à la lutte pour les places d'honneur.

## Coureurs inscrits
| no | Pilote                     | Écurie                    | Constructeur  | Modèle             | Moteur           | Pneumatiques |
| -- | -------------------------- | ------------------------- | ------------- | ------------------ | ---------------- | ------------ |
| 1  | Juan Manuel Fangio         | Daimler Benz AG           | Mercedes-Benz | Mercedes-Benz W196 | Mercedes-Benz L8 | C            |
| 2  | Karl Kling                 | Daimler Benz AG           | Mercedes-Benz | Mercedes-Benz W196 | Mercedes-Benz L8 | C            |
| 3  | Harry Schell               | Privé                     | Maserati      | Maserati A6SSG     | Maserati L6      | P            |
| 4  | Roberto Mieres             | Privé                     | Maserati      | Maserati A6SSG     | Maserati L6      | P            |
| 5  | Roy Salvadori              | Gilby Engineering         | Maserati      | Maserati 250F      | Maserati L6      | D            |
| 6  | Prince Bira                | Privé                     | Maserati      | Maserati 250F      | Maserati L6      | P            |
| 7  | Stirling Moss              | Privé                     | Maserati      | Maserati 250F      | Maserati L6      | P            |
| 8  | Ken Wharton                | Owen Racing Organisation  | Maserati      | Maserati 250F      | Maserati L6      | P            |
| 9  | José Froilán González      | Scuderia Ferrari          | Ferrari       | Ferrari 625        | Ferrari L4       | P            |
| 10 | Maurice Trintignant        | Scuderia Ferrari          | Ferrari       | Ferrari 625        | Ferrari L4       | P            |
| 11 | Mike Hawthorn              | Scuderia Ferrari          | Ferrari       | Ferrari 625        | Ferrari L4       | P            |
| 12 | Reg Parnell                | Scuderia Ambrosiana       | Ferrari       | Ferrari 500        | Ferrari L4       | A            |
| 14 | Robert Manzon              | Écurie Rosier             | Ferrari       | Ferrari 625        | Ferrari L4       | P            |
| 15 | Louis Rosier               | Écurie Rosier             | Ferrari       | Ferrari 500        | Ferrari L4       | D            |
| 16 | Jacques Swaters            | Écurie Francorchamps      | Ferrari       | Ferrari 500        | Ferrari L4       | E            |
| 17 | Jean Behra                 | Equipe Gordini            | Gordini       | Gordini T16        | Gordini L6       | E            |
| 18 | Clemar Bucci               | Equipe Gordini            | Gordini       | Gordini T16        | Gordini L6       | E            |
| 19 | André Pilette              | Equipe Gordini            | Gordini       | Gordini T16        | Gordini L6       | E            |
| 20 | Peter Collins              | GA Vandervell             | Vanwall       | Vanwall Special    | Vanwall L4       | P            |
| 21 | Peter Whitehead            | Privé                     | Cooper        | Cooper T24         | Alta L4          | D            |
| 22 | Bill Whitehouse            | Privé                     | Connaught     | Connaught Type A   | Lea Francis L4   | D            |
| 23 | Leslie Marr                | Privé                     | Connaught     | Connaught Type A   | Lea Francis L4   | D            |
| 24 | John Riseley-Prichard      | RRC Walker Racing Team    | Connaught     | Connaught Type A   | Lea Francis L4   | D            |
| 25 | Don Beauman                | Jeremy Boles              | Connaught     | Connaught Type A   | Lea Francis L4   | D            |
| 26 | Leslie Thorne              | Ecurie Ecosse             | Connaught     | Connaught Type A   | Lea Francis L4   | D            |
| 27 | Alan Brown                 | RJ Chase                  | Cooper        | Cooper T23         | Bristol L6       | D            |
| 28 | Horace Gould               | Gould’s Garage            | Cooper        | Cooper T23         | Bristol L6       | D            |
| 29 | Bob Gerard                 | Privé                     | Cooper        | Cooper T23         | Bristol L6       | D            |
| 30 | Eric Brandon Rodney Nuckey | Ecurie Richmond           | Cooper        | Cooper T23         | Bristol L6       | D            |
| 31 | Alberto Ascari             | Officine Alfieri Maserati | Maserati      | Maserati 250F      | Maserati L6      | P            |
| 32 | Luigi Villoresi            | Officine Alfieri Maserati | Maserati      | Maserati 250F      | Maserati L6      | P            |
| 33 | Onofre Marimon             | Officine Alfieri Maserati | Maserati      | Maserati 250F      | Maserati L6      | P            |

## Qualifications
Les séances d'essais qualificatifs se déroulent les jeudi et vendredi précédant la course. La première journée se déroule entièrement sous la pluie et dans ces conditions c'est la Ferrari de Mike Hawthorn qui se montre la plus rapide, le jeune Britannique accomplissant un tour un 2 min 3 s (137,9 km/h), devançant son coéquipier José Froilán González d'une seconde. Dominatrices à Reims, les Mercedes sont nettement moins à l'aise à Silverstone : la succession de virages rapprochés ne leur permet pas d'exploiter leur vitesse de pointe supérieure et leur poids élevé les handicape ; en outre, la carrosserie enveloppante gêne la visibilité des pilotes (ils ne voient rien à moins de 2,50 mètres de la voiture !), qui éprouvent des difficultés à apprécier la trajectoire ; enfin, sur la piste mouillée, les pneus Continental ne sont pas aussi efficaces que les Pirelli des voitures italiennes. Malgré toute sa science du pilotage, Juan Manuel Fangio ne parvient pas à s'approcher à moins de deux secondes du temps de Hawthorn. Sur la seconde Mercedes, Karl Kling est beaucoup plus loin. Fangio va d'ailleurs confier à Alfred Neubauer : « On peut certes aller vite mais pas question de fignoler. Je ne vois pas les limites exactes de tous ces virages artificiellement dessinés ; c'est comme au tir au pigeon, pour réussir, encore faut-il pouvoir viser ! »
Le vendredi matin, la piste est sèche. Fangio s'élance avec seulement quelques litres de carburant à bord et accomplit un tour à l’extrême limite, coupant les cordes au plus serré, allant jusqu'à heurter les bidons délimitant la piste, peu visibles du cockpit de la Mercedes. Il réalise ainsi un temps d'1 min 45 s (161,5 km/h), qui va lui valoir la pole position. Plus maniables, les Ferrari semblent beaucoup plus à l'aise ; sans forcer, dans un style très coulé, González et Hawthorn s'approchent à une seconde du temps de Fangio. L'après-midi, la pluie refaisant son apparition, ne permettra pas d'amélioration. Auteur du quatrième temps le matin sur sa Maserati privée, Stirling Moss complète la première ligne. Les Maserati officielles sont arrivées trop tard pour les essais officiels, Alberto Ascari, Onofre Marimon et Luigi Villoresi seront néanmoins autorisés à prendre le départ en fond de grille. Quoique encore en phase de développement et utilisant un moteur de cylindrée réduite, la Vanwall réalise une performance très honorable aux mains de Peter Collins, qui la qualifie en troisième ligne.

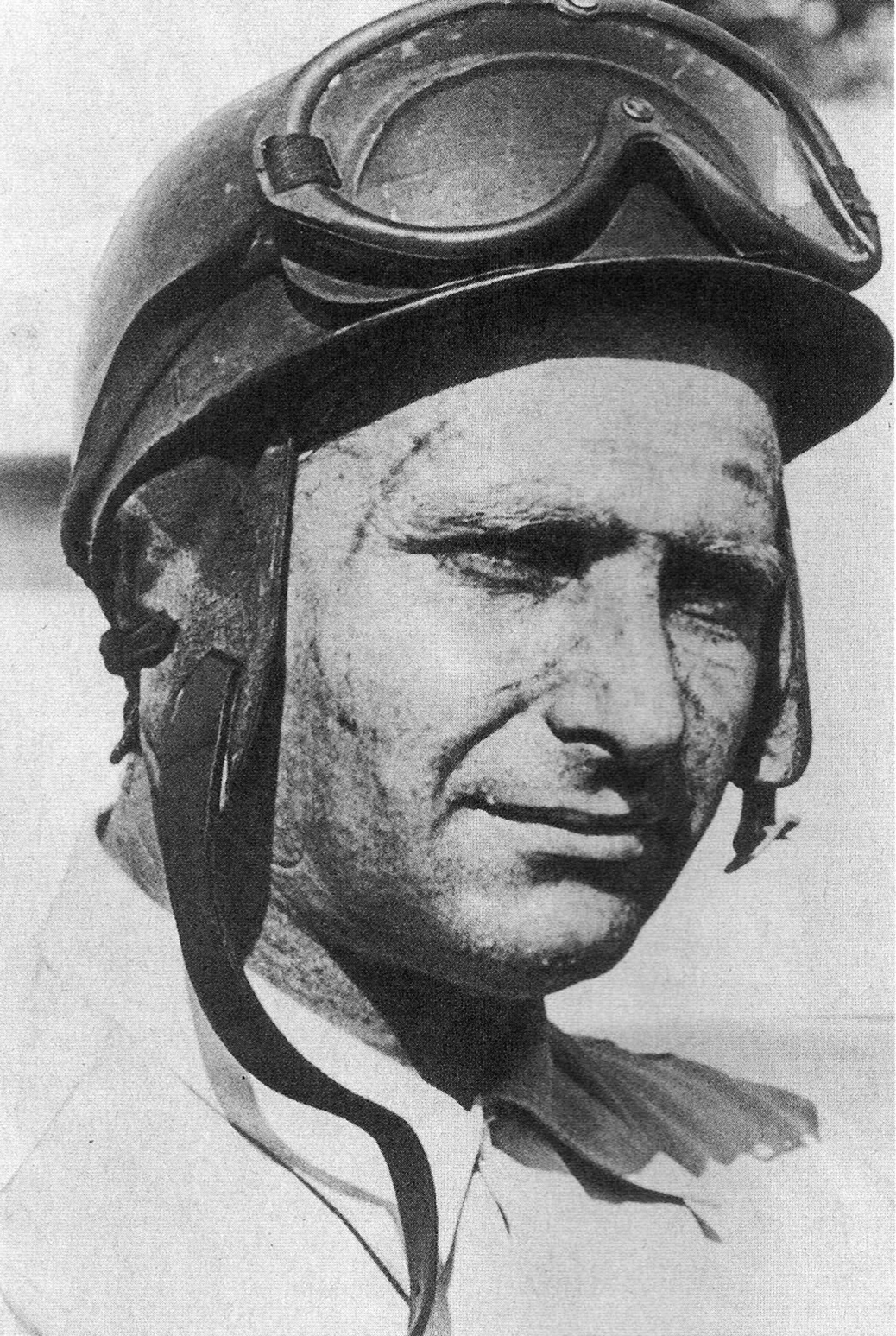
Nouvelle pole position pour Fangio, sur un circuit pourtant peu favorable à la lourde et volumineuse Mercedes.

| Pos. | no | Pilote                | Écurie        | Temps      | Écart  |
| ---- | -- | --------------------- | ------------- | ---------- | ------ |
| 1    | 1  | Juan Manuel Fangio    | Mercedes-Benz | 1 min 45 s |        |
| 2    | 9  | José Froilán González | Ferrari       | 1 min 46 s | + 1 s  |
| 3    | 11 | Mike Hawthorn         | Ferrari       | 1 min 46 s | + 1 s  |
| 4    | 7  | Stirling Moss         | Maserati      | 1 min 47 s | + 2 s  |
| 5    | 17 | Jean Behra            | Gordini       | 1 min 48 s | + 3 s  |
| 6    | 2  | Karl Kling            | Mercedes-Benz | 1 min 48 s | + 3 s  |
| 7    | 5  | Roy Salvadori         | Maserati      | 1 min 48 s | + 3 s  |
| 8    | 10 | Maurice Trintignant   | Ferrari       | 1 min 48 s | + 3 s  |
| 9    | 8  | Ken Wharton           | Maserati      | 1 min 49 s | + 4 s  |
| 10   | 6  | Prince Bira           | Maserati      | 1 min 49 s | + 4 s  |
| 11   | 20 | Peter Collins         | Vanwall       | 1 min 50 s | + 5 s  |
| 12   | 19 | André Pilette         | Gordini       | 1 min 52 s | + 7 s  |
| 13   | 18 | Clemar Bucci          | Gordini       | 1 min 52 s | + 7 s  |
| 14   | 12 | Reg Parnell           | Ferrari       | 1 min 52 s | + 7 s  |
| 15   | 14 | Robert Manzon         | Ferrari       | 1 min 52 s | + 7 s  |
| 16   | 3  | Harry Schell          | Maserati      | 1 min 53 s | + 8 s  |
| 17   | 25 | Don Beauman           | Connaught     | 1 min 55 s | + 10 s |
| 18   | 29 | Bob Gerard            | Cooper        | 1 min 55 s | + 10 s |
| 19   | 22 | Bill Whitehouse       | Connaught     | 1 min 55 s | + 10 s |
| 20   | 28 | Horace Gould          | Cooper        | 1 min 56 s | + 11 s |
| 21   | 24 | John Riseley-Prichard | Connaught     | 1 min 58 s | + 13 s |
| 22   | 23 | Leslie Marr           | Connaught     | 1 min 58 s | + 13 s |
| 23   | 26 | Leslie Thorne         | Connaught     | 1 min 58 s | + 13 s |
| 24   | 21 | Peter Whitehead       | Cooper        | 2 min 00 s | + 15 s |
| 25   | 30 | Eric Brandon          | Cooper        | 2 min 05 s | + 20 s |

## Grille de départ du Grand Prix
| 1re ligne | Pos. 4                       |                                 | Pos. 3                         |                                 | Pos. 2                      |                                 | Pos. 1                          |
|           | Moss Maserati 1 min 47 s     |                                 | Hawthorn Ferrari 1 min 46 s    |                                 | González Ferrari 1 min 46 s |                                 | Fangio Mercedes-Benz 1 min 45 s |
| 2e ligne  |                              | Pos. 7                          |                                | Pos. 6                          |                             | Pos. 5                          |                                 |
|           |                              | Salvadori Maserati 1 min 48 s   |                                | Kling Mercedes-Benz 1 min 48 s  |                             | Behra Gordini 1 min 48 s        |                                 |
| 3e ligne  | Pos. 11                      |                                 | Pos. 10                        |                                 | Pos. 9                      |                                 | Pos. 8                          |
|           | Collins Vanwall 1 min 50 s   |                                 | Bira Maserati 1 min 49 s       |                                 | Wharton Maserati 1 min 49 s |                                 | Trintignant Ferrari 1 min 48 s  |
| 4e ligne  |                              | Pos. 14                         |                                | Pos. 13                         |                             | Pos. 12                         |                                 |
|           |                              | Parnell Ferrari 1 min 52 s      |                                | Bucci Gordini 1 min 52 s        |                             | Pilette Gordini 1 min 51 s      |                                 |
| 5e ligne  | Pos. 18                      |                                 | Pos. 17                        |                                 | Pos. 16                     |                                 | Pos. 15                         |
|           | Gerard Cooper 1 min 55 s     |                                 | Beauman Connaught 1 min 55 s   |                                 | Schell Maserati 1 min 53 s  |                                 | Manzon Ferrari 1 min 52 s       |
| 6e ligne  |                              | Pos. 21                         |                                | Pos. 20                         |                             | Pos. 19                         |                                 |
|           |                              | R-Prichard Connaught 1 min 58 s |                                | Gould Cooper 1 min 56 s         |                             | Whitehouse Connaught 1 min 56 s |                                 |
| 7e ligne  | Pos. 25                      |                                 | Pos. 24                        |                                 | Pos. 23                     |                                 | Pos. 22                         |
|           | Brandon Cooper 2 min 05 s    |                                 | P. Whitehead Cooper 2 min 00 s |                                 | Thorne Connaught 1 min 59 s |                                 | Marr Connaught 1 min 58 s       |
| 8e ligne  |                              | Pos. 28                         |                                | Pos. 27                         |                             | Pos. 26                         |                                 |
|           |                              | Marimon Maserati Pas de temps   |                                | Villoresi Maserati Pas de temps |                             | Emplacement vide                |                                 |
| 9e ligne  | Pos. 32                      |                                 | Pos. 31                        |                                 | Pos. 30                     |                                 | Pos. 29                         |
|           | Mieres Maserati Pas de temps |                                 | Ascari Maserati Pas de temps   |                                 | Rosier Ferrari Pas de temps |                                 | Emplacement vide                |

- Une place en huitième ligne et une place en neuvième ligne sont restées vacantes à la suite des retraits d'Alan Brown et de Rodney Nuckey.

## Déroulement de la course
Le départ est donné le samedi midi, sur une piste sèche. Malgré le temps menaçant, 90000 spectateurs assistent à la course. Au baisser du drapeau, José Froilán González (Ferrari) est le plus prompt et il s'extrait en tête du premier virage, talonné par la Maserati de Stirling Moss, la Ferrari de Mike Hawthorn et la Mercedes carénée de Juan Manuel Fangio. Ces quatre pilotes vont accomplir le premier tour roues dans roues, sur un rythme très rapide, jaillissant des virages dans un gémissement de pneus. Au premier passage devant les tribunes, González conserve l'avantage, tandis qu'Hawthorn et Fangio ont débordé Moss. Le reste du peloton est emmené par la Gordini de Jean Behra, devant Onofre Marimon qui sur sa Maserati a effectué un départ fulgurant depuis le fond de grille : parti vingt-sixième, il a déjà regagné vingt places !
González se détache peu à peu de ses poursuivants, creusant l'écart sur le duo Hawthorn/Fangio, au rythme d'une seconde par tour. Fangio ne l'entend pas ainsi, et au cinquième tour il déborde Hawthorn, s'emparant de la seconde place. Il compte alors cinq secondes de retard sur son compatriote. Attaquant à outrance, il va s'employer à fond pour réduire l'écart : malgré le handicap que constitue la carrosserie enveloppante de la Mercedes, qui l'empêche de visualiser la trajectoire idéale, Fangio parvient à regagner deux secondes sur son adversaire au cours des cinq tours suivants, au prix de quelques acrobaties dont les bidons délimitant les points de cordes vont faire les frais ! Derrière, la lutte est également intense entre Hawthorn et Moss qui se disputent la troisième place, à quelque distance devant Behra et Marimon. Parti de la dernière ligne, Alberto Ascari était remonté en septième position, mais un arrêt au stand pour inspection de la direction a relégué le champion du monde dans les profondeurs du classement.
Alors que le ciel se fait de plus en plus menaçant, González accélère l'allure, battant le record du tour à plus de 154 km/h de moyenne. Fangio égale le record presque aussitôt, et, poursuivant son effort, parvient à revenir à une seconde du leader au quinzième tour. À quelque distance, Moss est parvenu à prendre le meilleur sur Hawthorn. La pluie se met soudain à tomber, un avantage pour González, les pneus Pirelli équipant sa Ferrari s'étant montrés supérieurs aux Continental de la Mercedes lors des essais. Fangio ne renonce pas pour autant, et continue à attaquer à outrance, tentant de maintenir le contact avec l'homme de tête, qui lui ne prend aucun risque et semble tourner à sa main. De fait, au trentième tour, l'écart entre les deux Argentins est de cinq secondes, et le suspense reste entier. Moss et Hawthorn continuent à se battre pour la troisième place et sont toujours roues dans roues, à trente-six secondes de la Ferrari de tête et quinze secondes devant Behra qui effectue une belle course sur sa modeste Gordini.

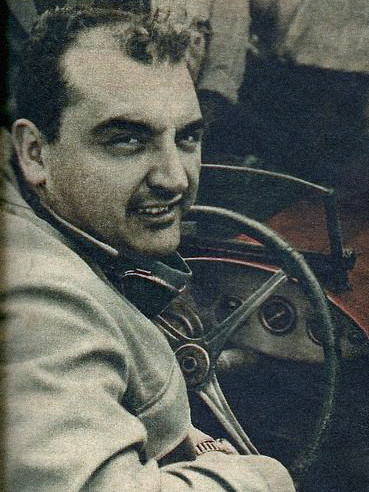
Deuxième victoire en championnat pour González, qui a contrôlé la course de bout en bout.

Ascari, qui avait abandonné au vingt-et-unième tour sur panne moteur, reprend la voiture de son coéquipier Luigi Villoresi, alors neuvième. À ce moment, Fangio commence à connaître des problèmes de boîte de vitesses, et perd bientôt l'usage du troisième rapport. Le champion argentin n'abandonne toutefois pas la lutte, et redouble d'ardeur pour compenser ce handicap, si bien qu'à mi-course l'écart avec González n'est que de trois secondes. Derrière, Moss est parvenu à prendre une dizaine de secondes d'avance sur Hawthorn, dont le moteur a perdu un peu de puissance. Ascari a abandonné une nouvelle fois, baisse de pression d'huile.
Débarrassé de la menace Hawthorn, Moss se lance à la poursuite de Fangio, qui éprouve de plus en plus de difficultés avec sa boite de vitesses (obligé de maintenir le levier en permanence, il conduit à une main), lui reprenant plus de deux secondes au tour. Au début du cinquante-cinquième tour, la jonction est faite, et le jeune pilote britannique s'empare de la deuxième position, alors que Behra, qui détenait toujours la cinquième place, vient d'abandonner, bielle coulée aussitôt après le bris d'une pièce de suspension. Quelques boucles plus tard, Fangio doit également laisser passer Hawthorn.
En tête, González se contente désormais de contrôler son avance sur Moss, revenu à moins de vingt secondes. Les positions semblent acquises, sauf pour Fangio dont la Mercedes commence à perdre de l'huile. Le visage maculé, le champion argentin perd encore du terrain et se fait bientôt remonter et déborder par la Maserati de Marimon. Puis au quatre-vingtième tour, c'est Moss qui se trouve à son tour en difficulté, pont arrière cassé. Avec une minute d'avance sur Hawthorn, González a alors course gagnée. Les derniers tours n'apportent pas d'autre changement et l'Argentin l'emporte après avoir mené de bout en bout. Seul Hawthorn termine dans le même tour que le vainqueur. Marimon prend la troisième place, devant Fangio qui malgré une voiture bien mal en point est parvenu à terminer l'épreuve. 

### Classements intermédiaires
Classements intermédiaires des monoplaces aux premier, cinquième, dixième, quinzième, vingtième, trentième, quarante-cinquième, cinquante-cinquième, soixantième, soixante-dixième et quatre-vingtième tours,.

### Classement de la course

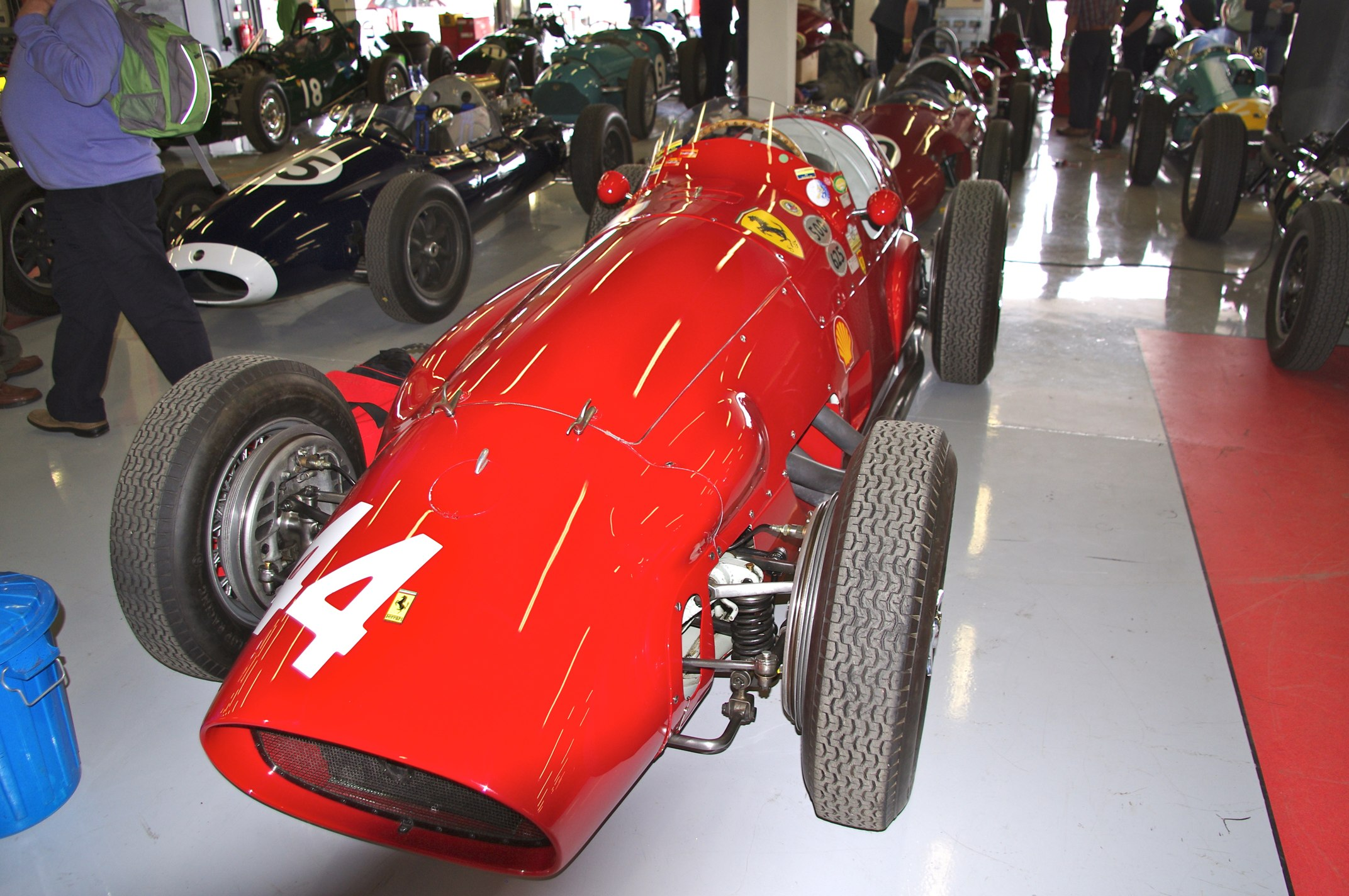
Les Ferrari 625 se sont avérées les meilleures à Silverstone et terminent aux deux premières places.

| Pos  | No | Pilote                         | Écurie                | Tours | Temps/Abandon                  | Grille | Points |
| ---- | -- | ------------------------------ | --------------------- | ----- | ------------------------------ | ------ | ------ |
| 1    | 9  | José Froilán González          | Ferrari               | 90    | 2 h 56 min 14 s                | 2      | 8,14   |
| 2    | 11 | Mike Hawthorn                  | Ferrari               | 90    | 2 h 57 min 24 s (+ 1 min 10 s) | 3      | 6,14   |
| 3    | 33 | Onofre Marimon                 | Maserati              | 89    | 2 h 57 min 00 s (+ 1 tour)     | 28     | 4,14   |
| 4    | 1  | Juan Manuel Fangio             | Mercedes-Benz         | 89    | 2 h 57 min 27 s (+ 1 tour)     | 1      | 3,14   |
| 5    | 10 | Maurice Trintignant            | Ferrari               | 87    | 2 h 56 min 15 s (+ 3 tours)    | 8      | 2      |
| 6    | 4  | Roberto Mieres                 | Maserati              | 87    | 2 h 57 min 17 s (+ 3 tours)    | 32     |        |
| 7    | 2  | Karl Kling                     | Mercedes-Benz         | 87    | 2 h 57 min 43 s (+ 3 tours)    | 6      |        |
| 8    | 8  | Ken Wharton                    | Maserati              | 86    | 2 h 57 min 15 s (+ 4 tours)    | 9      |        |
| 9    | 19 | André Pilette                  | Gordini               | 86    | 2 h 57 min 46 s (+ 4 tours)    | 12     |        |
| 10   | 29 | Bob Gerard                     | Cooper-Bristol        | 85    | 2 h 57 min 54 s (+ 5 tours)    | 18     |        |
| 11   | 25 | Don Beauman                    | Connaught-Lea Francis | 84    | 2 h 57 min 47 s (+ 6 tours)    | 17     |        |
| 12   | 3  | Harry Schell                   | Maserati              | 83    | 2 h 56 min 20 s (+ 7 tours)    | 16     |        |
| 13   | 23 | Leslie Marr                    | Connaught-Lea Francis | 82    | 2 h 57 min 06 s (+ 8 tours)    | 22     |        |
| 14   | 26 | Leslie Thorne                  | Connaught-Lea Francis | 78    | 2 h 57 min 32 s (+ 12 tours)   | 23     |        |
| 15   | 28 | Horace Gould                   | Cooper-Bristol        | 44    | 2 h 58 min 26 s (+ 46 tours)   | 20     |        |
| Abd. | 7  | Stirling Moss                  | Maserati              | 80    | Transmission                   | 4      | 0,14   |
| Abd. | 22 | Bill Whitehouse                | Connaught-Lea Francis | 63    | Distribution d'essence         | 19     |        |
| Abd. | 17 | Jean Behra                     | Gordini               | 54    | Suspension                     | 5      | 0,14   |
| Abd. | 5  | Roy Salvadori                  | Maserati              | 53    | Transmission                   | 7      |        |
| Abd. | 6  | Prince Bira Ron Flockhart      | Maserati              | 44    | Accident                       | 10     |        |
| Abd. | 32 | Luigi Villoresi Alberto Ascari | Maserati              | 40    | Moteur                         | 27     |        |
| Abd. | 24 | John Riseley-Prichard          | Connaught-Lea Francis | 40    | Accident                       | 21     |        |
| Abd. | 12 | Reg Parnell                    | Ferrari               | 25    | Moteur                         | 14     |        |
| Abd. | 31 | Alberto Ascari                 | Maserati              | 21    | Moteur                         | 31     | 0,14   |
| Abd. | 18 | Clemar Bucci                   | Gordini               | 18    | Accident                       | 13     |        |
| Abd. | 20 | Peter Collins                  | Vanwall               | 16    | Moteur                         | 11     |        |
| Abd. | 14 | Robert Manzon                  | Ferrari               | 16    | Moteur                         | 15     |        |
| Abd. | 21 | Peter Whitehead                | Cooper-Alta           | 4     | Fuite d'huile                  | 24     |        |
| Abd. | 30 | Eric Brandon                   | Cooper-Bristol        | 2     | Moteur                         | 25     |        |
| Abd. | 15 | Louis Rosier                   | Ferrari               | 2     | Moteur                         | 30     |        |
| Np.  | 27 | Alan Brown                     | Cooper-Bristol        |       |                                | 26     |        |
| Np.  | 30 | Rodney Nuckey                  | Cooper-Bristol        |       |                                | 29     |        |

Légende:
- Abd.= Abandon - Np.=Non partant

### Pole position et record du tour
- Pole position :  Juan Manuel Fangio en 1 min 45 s (vitesse moyenne : 161,520 km/h). Temps réalisé lors de la séance qualificative du vendredi 16 juillet[11].
- Meilleur tour en course :  Alberto Ascari,  Jean Behra,  Juan Manuel Fangio,  José Froilán González,  Mike Hawthorn,  Onofre Marimon et  Stirling Moss en 1 min 50 s (vitesse moyenne : 154,178 km/h).

### Tours en tête
- José Froilán González : 90 tours (1-90)

## Classement général à l'issue de la course
- attribution des points : 8, 6, 4, 3, 2 respectivement aux cinq premiers de chaque épreuve et 1 point supplémentaire pour le pilote ayant accompli le meilleur tour en course (signalé par un astérisque). En Grande-Bretagne, le meilleur tour a été accompli par sept pilotes, crédités chacun de 0,14 point (un septième).
- Le règlement permet aux pilotes de se relayer sur une même voiture, les points éventuellement acquis étant alors partagés. Troy Ruttman et Duane Carter marquent chacun un point et demi pour leur quatrième place à Indianapolis, Mike Hawthorn et José Froilán González marquent chacun un point et demi pour leur quatrième place en Belgique.
- Sur dix épreuves qualificatives prévues pour le championnat du monde 1954, neuf seront effectivement courues, le Grand Prix des Pays-Bas, programmé le 6 juin[14], ayant été annulé.

| Pos. | Pilote                | Écurie                   | Points | ARG | 500 | BEL | FRA | GBR   | ALL | SUI | ITA | ESP |
| ---- | --------------------- | ------------------------ | ------ | --- | --- | --- | --- | ----- | --- | --- | --- | --- |
| 1    | Juan Manuel Fangio    | Maserati & Mercedes-Benz | 28,14  | 8   | -   | 9*  | 8   | 3,14* |     |     |     |     |
| 2    | José Froilán González | Ferrari                  | 14,64  | 5*  | -   | 1,5 | -   | 8,14* |     |     |     |     |
| 3    | Maurice Trintignant   | Ferrari                  | 11     | 3   | -   | 6   | -   | 2     |     |     |     |     |
| 4    | Bill Vukovich         | Kurtis Kraft             | 8      | -   | 8   | -   | -   | -     |     |     |     |     |
| 5    | Mike Hawthorn         | Ferrari                  | 7,64   | -   | -   | 1,5 | -   | 6,14* |     |     |     |     |
| 6    | Giuseppe Farina       | Ferrari                  | 6      | 6   | -   | -   | -   | -     |     |     |     |     |
|      | Jimmy Bryan           | Kuzma                    | 6      | -   | 6   | -   | -   | -     |     |     |     |     |
|      | Karl Kling            | Mercedes-Benz            | 6      | -   | -   | -   | 6   | -     |     |     |     |     |
| 9    | Jack McGrath          | Kurtis Kraft             | 5      | -   | 5*  | -   | -   | -     |     |     |     |     |
| 10   | Stirling Moss         | Maserati                 | 4,14   | -   | -   | 4   | -   | 0,14* |     |     |     |     |
|      | Onofre Marimon        | Maserati                 | 4,14   | -   | -   | -   | -   | 4,14* |     |     |     |     |
| 12   | Robert Manzon         | Ferrari                  | 4      | -   | -   | -   | 4   | -     |     |     |     |     |
| 13   | Prince Bira           | Maserati                 | 3      | -   | -   | -   | 3   | -     |     |     |     |     |
| 14   | Élie Bayol            | Gordini                  | 2      | 2   | -   | -   | -   | -     |     |     |     |     |
|      | Mike Nazaruk          | Kurtis Kraft             | 2      | -   | 2   | -   | -   | -     |     |     |     |     |
|      | André Pilette         | Gordini                  | 2      | -   | -   | 2   | -   | -     |     |     |     |     |
|      | Luigi Villoresi       | Maserati                 | 2      | -   | -   | -   | 2   | -     |     |     |     |     |
| 18   | Troy Ruttman          | Kurtis Kraft             | 1,5    | -   | 1,5 | -   | -   | -     |     |     |     |     |
|      | Duane Carter          | Kurtis Kraft             | 1,5    | -   | 1,5 | -   | -   | -     |     |     |     |     |
| 20   | Hans Herrmann         | Mercedes-Benz            | 1      | -   | -   | -   | 1*  | -     |     |     |     |     |
| 21   | Alberto Ascari        | Maserati                 | 0,14   | -   | -   | -   | -   | 0,14* |     |     |     |     |
|      | Jean Behra            | Gordini                  | 0,14   | -   | -   | -   | -   | 0,14* |     |     |     |     |

## À noter
- 2e victoire en championnat du monde pour José Froilán González.
- 18e victoire en championnat du monde pour Ferrari en tant que constructeur.
- 18e victoire en championnat du monde pour Ferrari en tant que motoriste.
- 1er Grand Prix de championnat du monde pour Don Beauman, Horace Gould, Leslie Marr, John Riseley-Prichard, Leslie Thorne et Bill Whitehouse.
- 1er Grand Prix de championnat du monde pour l'écurie Vanwall.
- 11e et dernier Grand Prix de championnat du monde pour Onofre Marimon qui décède dans un accident pendant les essais du Grand Prix suivant.
- 10e et dernier Grand Prix de championnat du monde pour Peter Whitehead.
- Dernière apparition en en championnat du monde pour Alan Brown, non partant.
- 6e et dernier Grand Prix de championnat du monde pour Reg Parnell.
- Le record du tour en course est établi par 7 coureurs : Alberto Ascari, Jean Behra, Juan Manuel Fangio, José Froilán González, Mike Hawthorn, Onofre Marimon et Stirling Moss. Ils se partagent donc le point attribué pour le record du tour et reçoivent chacun 1/7 de point.

- Voitures copilotées:
  - n°6 : Prince Bira (42 tours) et Ron Flockhart (2 tours).
  - n°32 : Luigi Villoresi (30 tours) et Alberto Ascari (10 tours).